# Йост, Дэвид (актёр)
Дэвид Гарольд Йост (англ. David Harold Yost; 7 января 1969; Каунсил-Блафс, Айова, США) — американский актёр, спортсмен и продюсер. Наиболее известен по роли Билли Крэнстона, Синего Рейнджера и Синего Ниндзя Рейнджера в телесериалах «Могучие рейнджеры».

## Биография
Дэвид родился 7 января 1969 года в США, Каунсил-Блаффс, штат Айова.
В юношеские годы ездил по Соединённым Штатам Америки, выигрывая множество национальных соревнований по гимнастике, в первую очередь чемпионаты штатов в Айове и Монтане.
В 1987 году окончил среднюю школу Амадор Вэлли в Плезантоне, Калифорния, а в 1991 году оканчивает Университет Грейсленд в городе Ламони, штат Айова, со степенью бакалавра искусств в области коммуникации и драматического искусства.

## Фильмография

### Фильмы
| Год  | Название                                                   | Роль                          | Дополнение                                   |
| ---- | ---------------------------------------------------------- | ----------------------------- | -------------------------------------------- |
| 1995 | «Могучие Морфы: Рейнджеры силы» (фильм)                    | Билли Крэнстон/Синий рейнджер |                                              |
| 1996 | Место преступления                                         | Джош Уайт                     | телевизионный фильм                          |
| 2000 | После некоторых ударов: когда смех прекратился             | Плейбой фотограф              | Телевизионный фильм Ассоциированный продюсер |
| 2010 | Дегенерат                                                  | Маркус                        | Телевизионный фильм                          |
| 2010 | Кто тебе когда-либо говорил, что мечтать — это нормально…? | Отец за столом для пикника    | Короткометражный фильм                       |
| 2017 | The Order                                                  | Джеймс                        |                                              |

### Телевидение
| Год       | Название                                                 | Роль                                  | Дополнение                          |
| --------- | -------------------------------------------------------- | ------------------------------------- | ----------------------------------- |
| 1993-1996 | Могучие Рейнджеры                                        | Билли Крэнстон/Синий могучий рейнджер | 153 (эпизоды)                       |
| 1994      | Могучие морфы: Рейнджеры силы: Волшебное Рождество Альфы | Билли Крэнстон/Синий могучий рейнджер | Короткометражный выпуск             |
| 1996      | Могучие Рейнджеры: Зео                                   | Билли Крэнстон                        | 40 (эпизоды)                        |
| 1999      | Могучие рейнджеры: Потерянный эпизод                     | Билли Крэнстон/Синий могучий рейнджер | Специальный эпизод (архивные кадры) |
| 2000      | История Мэри Кей Летурно                                 |                                       | Ассоциированный продюсер            |
| 2001      | Охотник за пришельцами                                   |                                       | Продюсер                            |
| 2001      | Остров искушений                                         |                                       | Ассоциированный продюсер            |
| 2004      | Ты то, что ты ешь                                        |                                       | Полевой продюсер                    |
| 2010      | Настоящие домохозяйки Беверли-Хиллз                      |                                       | Продюсер сегмента                   |
| 2023      | Могучие Рейнджеры: Космическая Ярость                    | Билли Крэнстон/Синий могучий рейнджер | Стартовая роль (10, эпизоды)        |